# ODB++
ODB++ és un format propietari d'intercanvi de dades CAD - CAM utilitzat en el disseny i la fabricació de dispositius electrònics. El seu propòsit és intercanviar informació sobre el disseny de plaques de circuits impresos entre el disseny i la fabricació i entre eines de disseny de diferents proveïdors d'EDA/ECAD. Originalment va ser desenvolupat per Valor Computerized Systems, Ltd. (adquirida el 2010 per Mentor Graphics, que posteriorment va ser adquirida per Siemens el 2016) com a format de descripció de llocs de treball per al seu sistema CAM.
ODB significa base de dades oberta, però la seva obertura és controvertida, com es comenta a continuació. El sufix '++', que evoca C++, es va afegir el 1997 amb l'addició de descripcions de components. Hi ha dues versions d'ODB++: l'original (ara controlada per Mentor) i una versió XML anomenada ODB++(X) que Valor va desenvolupar i va donar a l'organització IPC en un intent de fusionar GenCAM (IPC-2511) i ODB++ en Offspring (IPC-2581).

## Introducció
Dins de gairebé tots els dispositius electrònics hi ha com a mínim una placa de circuit imprès (PCB) sobre la qual el semiconductor i altres components es connecten mecànicament i elèctricament mitjançant soldadura. Aquestes plaques de circuit imprès (PCB) estan dissenyades mitjançant un sistema de disseny assistit per ordinador (CAD). Per realitzar físicament el disseny, la informació del disseny informatitzat s'ha de transferir a un sistema de fabricació assistida per ordinador (CAM) fotolitogràfic. Com que els sistemes CAD i CAM generalment els produeixen empreses diferents, aquestes han d'acordar un format d'intercanvi de dades CAD-CAM per transferir les dades. ODB++ és un d'aquests formats de fitxer per dur a terme aquesta transferència.  A continuació es comparen i contrasten altres formats. Després de fabricar la placa nua, els components electrònics es col·loquen i es solden, per exemple mitjançant equips de col·locació SMT i soldadura per ona o refusió.

## Estructura de fitxers
ODB++ pot gestionar totes les especificacions que envolten una PCB – és a dir, no només les dimensions bàsiques i la disposició de les capes conductores i les dades de perforació, sinó també opcionalment l'apilament de materials, la llista de xarxes amb punts de prova, la llista de materials dels components, la col·locació dels components i les dades de fabricació. Les dades de tots aquests aspectes diferents s'emmagatzemen en una col·lecció de fitxers separats dins d'una jerarquia específica de carpetes de fitxers. Per simplificar l'arxivament i la transmissió, la col·lecció normalment s'empaqueta en un únic fitxer d'arxiu que conserva l'estructura del fitxer, per exemple, utilitzant tar o gzip o tots dos.
A ODB++(X) les dades estan contingudes en un únic fitxer XML.

## Història
Valor es va fundar el 1992 i va llançar ODB el 1995. Va afegir el sufix ++ quan es van afegir els noms dels components el 1997. La versió XML es va desenvolupar a principis del 2000, i va finalitzar el 2008 amb la donació a l'IPC. Valor va ser adquirida per Mentor el 2010.
El format de dades ODB++ es va ampliar el 2020 i es va dissenyar per facilitar la comunicació entre dissenyador i fabricant mitjançant l'ús d'un bessó digital. El format va ser rebatejat com a Família ODB++ i es va dividir en tres usos de format connectats.
- Disseny ODB++: Creat amb programari EDA típic, utilitzat per al disseny per a la fabricació, la fabricació, les proves i l'anàlisi d'assemblatge (DFx), a més de ser l'únic portador de dades de disseny per al muntatge i la fabricació d'electrònica.
- ODB++Process: Un format de transició per a la conversió de dades de disseny en fitxers per al seu ús en qualsevol màquina de producció o estació de treball.
- ODB++Manufacturing: Un format per a esdeveniments de planta de fabricació, amb capacitats de comunicació entre màquines i solucions de programari Smart Industry 4.0.[21]

## Adopció
A finals de la dècada del 1990, els participants de la indústria van veure clarament que un format de transferència de dades de segona generació seria més eficient que el format Gerber prevalent, que en aquell moment era un format de primera generació. No obstant això, va ser molt difícil arribar a un consens sobre quin dels dos candidats havia de ser seleccionat:
1. ODB++: provat però propietari
2. IPC-2511 GenCAM : no s'utilitza àmpliament però és obert

El 2002, la National Electronics Manufacturing Initiative (NEMI; un organisme de la indústria, posteriorment rebatejat com a International Electronics Manufacturing Initiative, iNEMI) va recomanar un format de compromís, ODB++(X), després d'un esforç de mediació de dos anys entre els bàndols de GenCAM i ODB++. Entre les empreses que van donar suport a la recomanació en aquell moment hi havia Cadence, Hewlett-Packard, Lucent, Easylogix, Mentor (que va adquirir Valor uns vuit anys més tard), Nokia i Xerox. Però, de fet, l'adopció fins ara ha estat mínima. Com a resultat, i com es detalla a continuació, la indústria encara està dividida. A finals del 2014 es va introduir el Gerber X2, que va afegir atributs ("intel·ligència") al format Gerber d'una manera compatible, convertint Gerber a un format de segona generació.

### Defensa
Artwork Conversion Software, el mateix Mentor, i a la taula Comparació de paquets EDA han compilat llistes d'eines EDA que admeten la importació i/o exportació d'ODB++. Algunes empreses que han adoptat el format ODB++ en defensen l'ús. Streamline Circuits informa que ODB++ proporciona una eficiència molt més gran que el format Gerber de la competència, afirmant que "una placa de circuit imprès de 8 capes pot trigar fins a 5 hores a planificar i configurar amb Gerber i només 1 hora quan s'utilitza ODB++". Segons Streamline, els fabricants l'estan adoptant per superar les limitacions del format Gerber més simple. DownStream Technologies anomena ODB++ "l'estàndard de facto per a l'intercanvi intel·ligent de dades en EDA" El 2002, Dana Korf de Sanmina/SCI va anomenar ODB++ "el format prevalent no Gerber". Kent Balius de Viasystems, afirma que ODB++ "...realment no necessitem res més".

### Crítica
ODB++ és un format propietari controlat per Valor, més tard Mentor i ara Siemens, i per tant, com tots els estàndards propietaris, comporta el risc de bloqueig del proveïdor. Les empreses de CAD tenien algunes preocupacions sobre això quan ODB++ estava controlat per Valor, una empresa de CAM, però aquestes preocupacions es van magnificar quan una empresa rival de CAD, Mentor, va adquirir Valor. Tot i que Mentor afirma que
"...admet obertament la inclusió d'ODB++ i actualitzacions per a altres proveïdors d'eines EDA,"
solia restringir l'accés a l'especificació i requeria un acord de confidencialitat. El formulari de sol·licitud utilitzava per incloure el requisit de:
"...Demostrar la necessitat d'aquesta integració per part del client mitjançant referències de clients comuns. Proporcionar una recomanació d'una divisió de productes de Mentor Graphics o demostrar el valor incremental d'aquesta integració tant a Mentor Graphics com a l'empresa associada."

## Alternatives
Els crítics de la naturalesa propietària d'ODB++ assenyalen diversos formats més oberts com a models per a un futur format de consens:
- Format Gerber: Nominalment propietari d'Ucamco, com ODB++ també és un format propietari.[37]
- IPC-2511 ("GenCAM")[38] que va ser el resultat d'una donació de certes tecnologies per part de Teradyne/GenRAD a IPC.[39]
- IPC-2581 ("Offspring")[40][41] un intent de fusionar GenCAM amb ODB++(X). El 2011, es va crear un consorci industrial per donar-li suport, motivat en part per la frustració amb la naturalesa propietària d'ODB++.[41] Cadence Design Systems, Zuken,[42] Artwork Conversion Software[43] i els propietaris del format Gerber, Ucamco, s'hi van unir,[44][45]  però, inicialment, no Mentor.[46] No obstant això, el 2012, Mentor s'hi va unir.[47] Això, combinat amb l'anunci de Zuken del 2012 que s'uniria a l'ODB++ Solutions Alliance,[48] crea la possibilitat que els dissenyadors de PCB tinguin l'opció de format independentment de l'eina EDA que triïn.
- OpenAccess, que va ser el resultat d'una transferència de certes tecnologies per part de Cadence a l'organització Si2.[49] Tot i que originalment va ser dissenyat per a circuits integrats, ara també troba aplicació per al disseny de paquets de circuits integrats i PCB.[50]
- JPCA-EB02 ("Fujiko")[51] basat en el treball del professor Tomokage de la Universitat de Fukuoka.[52]
- EDIF - Format d'intercanvi de disseny electrònic